# Morotaimuiterij

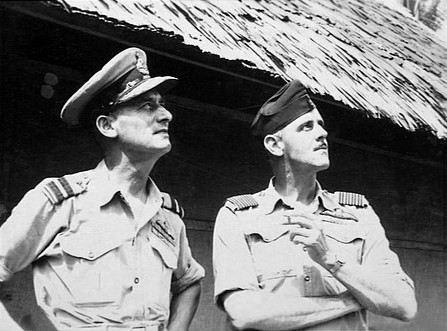
Air Commodore Cobby (links) en Group Captain Caldwell (rechts) in Morotai in januari 1945

De Morotaimuiterij in april 1945 was een protest door personeel van de Australian First Tactical Air Force gestationeerd op het eiland Morotai, in Nederlands-Indië. Acht piloten, inclusief Australisch belangrijkste "vliegende aas", Group Captain Clive Caldwell, dienden hun ontslag in om te protesteren tegen naar wat zij zagen als de degradatie van de Royal Australian Air Force (RAAF) jachtvliegtuigen naar strategisch onbelangrijke grondaanvallen. Na een overheidsonderzoek werden de "muiters" veroordeeld en drie hoge officieren van hun post ontheven.